# 大津島
大津島（おおづしま）は、山口県周南市、徳山下松港の沖合い十数kmに浮かぶ離島である。

## 概要
南北10kmに細長い島。かつては本島と馬島の2島に分かれていたが、太平洋戦争末期に人間魚雷「回天」の訓練施設ができた際に、2つの島の間の浜が埋め立てられたといわれている。もともと離島で軍事機密が守りやすいということで海軍の魚雷発射試験場が設けられていたが、そのため太平洋戦争末期には「回天」の訓練施設にされたとされる。戦艦大和の最後の停泊地としても伝えられる。
北側に樺島、南側に洲島、東側に黒髪島が存在する。
山口放送の中波放送（AMラジオ）送信所（山口放送大津島ラジオ送信所）は大津島の島内に設けられている。

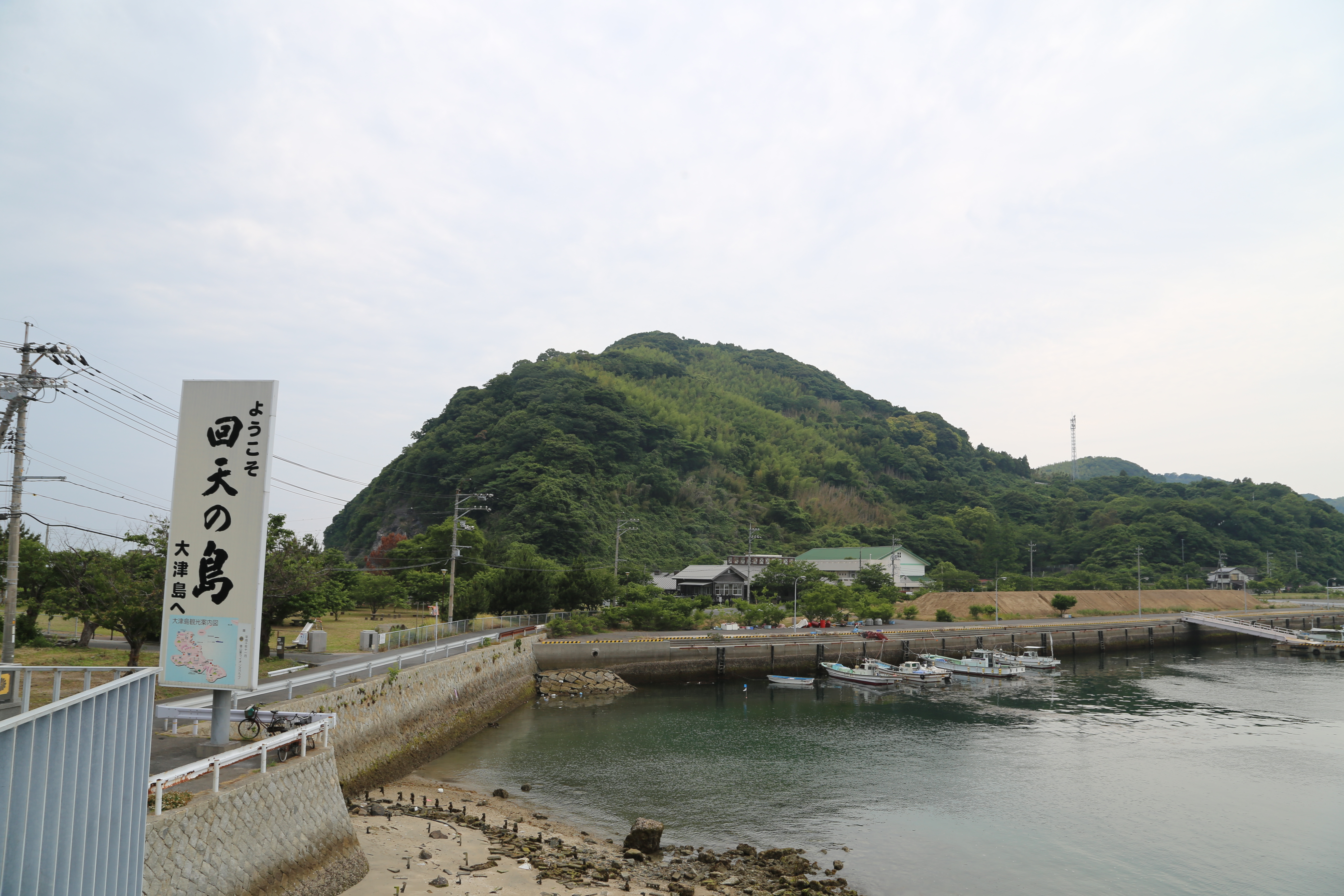
大津島港から大津島ふれあいセンターを眺める
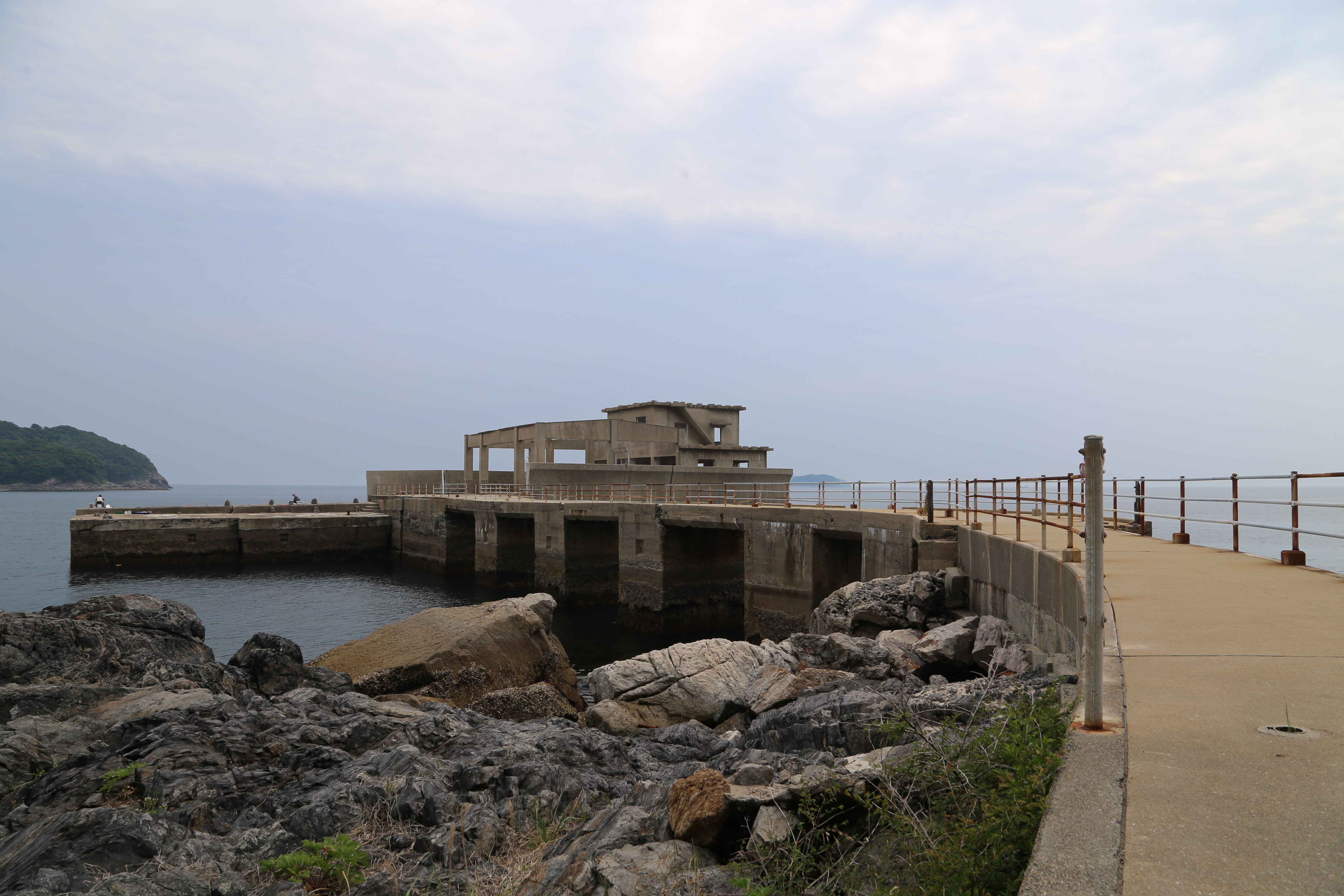
回天訓練基地跡地
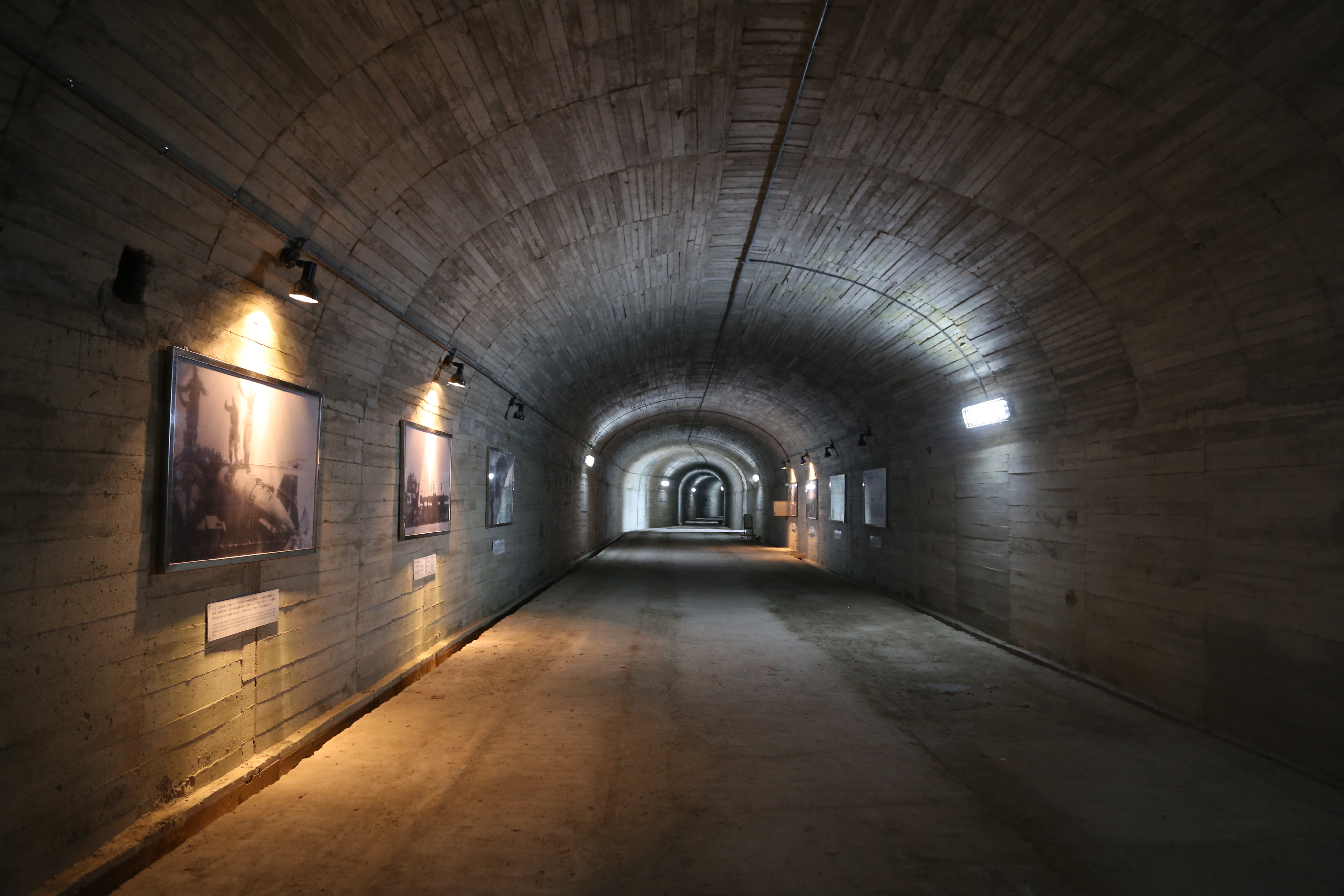
魚雷実験場に続くトンネル
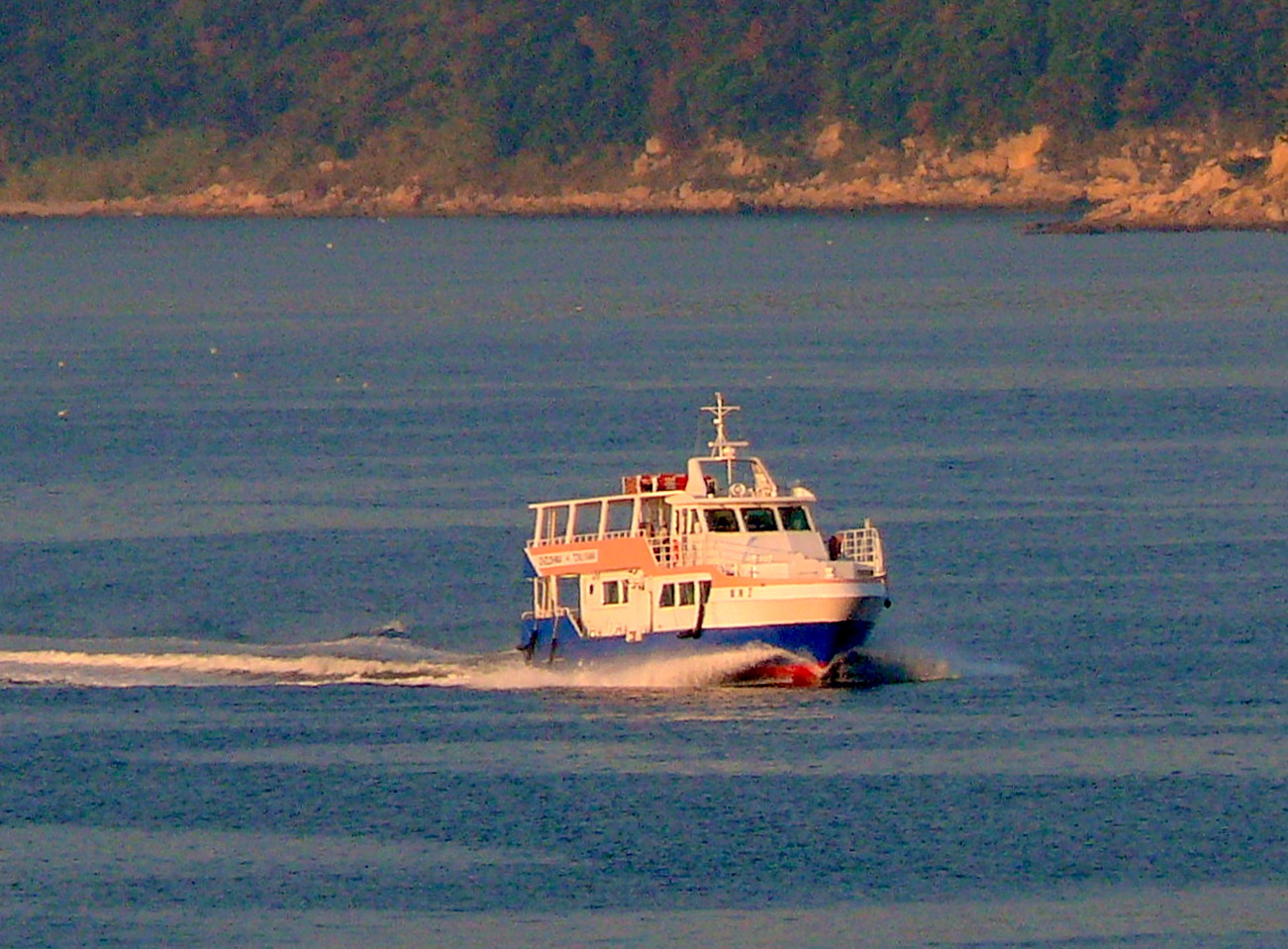
徳山港へ入港する大津島巡航の旅客船「鼓海II」（2008年10月）

### 産業
黒御影石が産出されていた。刈尾地区の南、瀬戸浜地区、近江地区に採石場跡がある。現在は島内に石材加工場があるが、石の切り出しは行っていない。農業面ではタバコ、ウンシュウミカン、サツマイモ、スイカなどの栽培が盛んであった。

### 教育
かつてはY字の窪みの位置にある本浦の大津小学校と南端の馬島小学校、本浦の大津島中学校と3校があったが、現在では小学校は統合され、かつての馬島小学校が大津島小学校となっている。中学も本浦から馬島に移転し、2006年の時点では大津島小学校に大津島中学校と大津島幼稚園が併設されている。2015年（平成27年）4月より大津島中学校が、2016年（平成28年）4月から大津島小学校が在校生不在により休校となっている。

### 観光
回天の兵舎があった場所に、人間魚雷「回天」の記念館（回天記念館）がある。「回天」の訓練基地や海軍の各種戦争遺構が見られる。
2006年（平成18年）に「大津島旧回天発射訓練基地」は土木学会選奨土木遺産に選ばれる。

### 交通
徳山港から大津島巡航のフェリー・旅客船が、1日7便ある。「フェリー新大津島（定員200名）」と旅客船「鼓海II（定員150名）」の2隻が運航している。徳山港は船種により乗り場が別になっている。同所に徳山、大分県竹田津を結ぶスオーナダフェリーが隣接している。フェリー新大津島は刈尾港、馬島港に着く。旅客船は、本浦港、瀬戸浜港、刈尾港、馬島港（便により寄港順は異なる）に着くが、全便が全ての港を経由するのでなく、瀬戸浜港は1日3便、本浦港は1日1便が着くのみであり、1日3便に減便される正月ダイヤ期間（1月1日 - 1月3日）は全便が本浦港には寄港しない。旅客運賃は徳山港から島の各港まで片道大人720円の一律。島内各港間のみの利用もでき、その場合の運賃は三角表により定められている。